# پیتر چرنین
پیتر چرنین (به انگلیسی: Peter Chernin) (زاده ۲۹ مه ۱۹۵۱) رئیس فعلی کمپانی چرنین اینترتینمنت می‌باشد. وی این شرکت را در سال ۲۰۰۹ تأسیس کرده‌است. او هم‌چنین مأمور اجرایی ارشد شرکت نیوزکورپوریشن و مدیر عامل گروه سرگرمی فاکس می‌باشد.